# Харви (округ)
Ха́рви (англ. Harvey) — округ Канзаса, расположенный в юго-центральной части штата, центральной части США. Административным центром и самый крупным городом округа является Ньютон. По данным переписи 2012 года, население округа составляет 34 852 человек. Округ является частью Района статистики города Уичито (Канзас).

## История

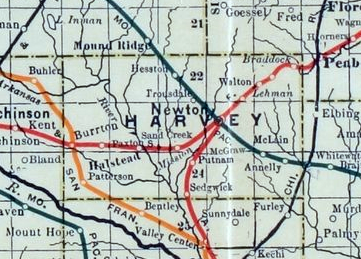
Дорожная карта округа Харви (1915)

В 1541 году по территории Канзаса прошёл испанский конкистадор Коронадо, за ним последовали французские исследователи. США приобрели этот район в результате покупки Луизианы в 1803. В 1861 г. Канзас стал 34-м штатом США. В годы перед Гражданской войной Канзас стал ареной жесточайшей борьбы сторонников и противников рабства.
Строительство железных дорог после Гражданской войны сделало Абилин и Додж-Сити крупными станциями погрузки скота, перегоняемого из Техаса. В 1871 году «Atchison, Topeka and Santa Fe Railway» протянула магистраль от Импории к Ньютону.
Округ Харви был основан в 1872 году. Назван округ в честь пятого губернатора Канзаса Джеймса М. Харви.

## Население
По данным Бюро переписи населения США на 2012 год население округа Харви составляет 34 852 человек, что составляет 1,2 % всего населения Канзаса. Прирост населения по сравнению с показателем переписи 2010 года составил 0,5 %. Расовый состав населения округа Харви в сравнении с данными по штату Канзас в 2012 году следующий:
| Раса                | Харви | Канзас |
| ------------------- | ----- | ------ |
| Европейцы           | 94,3% | 87,2%  |
| Африканцы           | 1,8%  | 6,2%   |
| Коренные американцы | 0,9%  | 1,2%   |
| Азиаты              | 0,9%  | 2,6%   |
| Гавайцы и океанийцы | 0,0%  | 0,1%   |
| Смешанные расы      | 2,2%  | 2,7%   |

## Административное деление

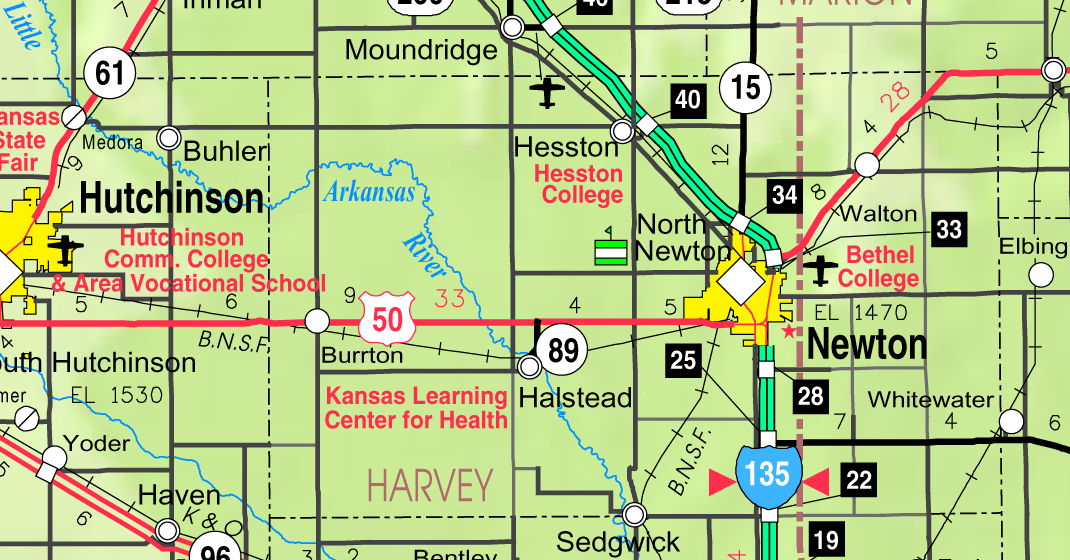
Дорожная карта округа Харви (2005)

Округ Харви включает 7 городов и 15 тауншипов.

### Города
| Русское название | Оригинальное | Население (2012) |
| ---------------- | ------------ | ---------------- |
| Ньютон           | Newton       | 19 189           |
|                  | Hesston      | 3 742            |
|                  | Halstead     | 2 092            |
| Северный Ньютон  | North Newton | 1 779            |
| Седжуик          | Sedgwick     | 1 701            |
|                  | Burrton      | 900              |
| Уолтон           | Walton       | 238              |

### Тауншипы
Вся площадь округа Харви делится на пятнадцать тауншипов. Города Halstead и Ньютон не входят ни в один тауншип и не включаются в перепись по тауншипам.
| Тауншип    | Население | Плотность населения (/км2) | Площадь (км2) | Площадь воды (%) |
| ---------- | --------- | -------------------------- | ------------- | ---------------- |
| Alta       | 221       | 2                          | 93            | 0,48%            |
| Burrton    | 1143      | 12                         | 93            | 0,17%            |
| Darlington | 601       | 7                          | 92            | 0,10%            |
| Emma       | 4181      | 45                         | 93            | 0%               |
| Garden     | 294       | 3                          | 93            | 0%               |
| Halstead   | 353       | 4                          | 92            | 0,07%            |
| Highland   | 415       | 5                          | 92            | 0,19%            |
| Lake       | 173       | 2                          | 92            | 1,05%            |
| Lakin      | 357       | 4                          | 92            | 0,06%            |
| Macon      | 1056      | 11                         | 92            | 0%               |
| Newton     | 1950      | 28                         | 69            | 0,07%            |
| Pleasant   | 439       | 5                          | 93            | 0,81%            |
| Richland   | 360       | 4                          | 94            | 0,20%            |
| Sedgwick   | 1711      | 18                         | 93            | 0%               |
| Walton     | 552       | 6                          | 95            | 0,06%            |